# Live at London's Talk of the Town
Live at London's Talk of the Town è un album live del gruppo musicale femminile R&B statunitense Diana Ross & The Supremes, pubblicato nel 1968 dalla Motown Records.

## Tracce

### Lato A
1. Medley – 4:23
  1. With a Song in My Heart (Richard Rodgers, Lorenz Hart)
  2. Stranger in Paradise (Alexander Borodin, Robert C. Wright, George Forrest)
  3. Wonderful! Wonderful! (Sherman Edwards, Donald Meyer, Ben Raleigh)
  4. Without a Song (Vincent Youmans, Edward Eliscu, Billy Rose)
2. Medley (Holland-Dozier-Holland) – 3:24
  1. Stop! In the Name of Love
  2. Come See About Me
  3. My World Is Empty Without You
  4. Baby Love
3. Love Is Here and Now You're Gone (Holland-Dozier-Holland) – 1:54
4. More (Marcello Ciorciolini, Riziero Ortolani, Nino Oliviero, Norman Newell) – 2:29
5. You Keep Me Hangin' On  (Holland-Dozier-Holland) – 2:19

### Lato B
1. Medley (John Lennon, Paul McCartney)  – 3:47
  1. Michelle
  2. Yesterday
2. In and Out of Love (Holland-Dozier-Holland) – 2:49
3. Medley – 3:23
  1. The Lady Is a Tramp (Rodgers, Hart)
  2. Let's Get Away From It All (Matt Dennis, Thomas Adair)
4. The Happening (Holland-Dozier-Holland, Frank DeVol) – 1:59
5. Medley - 5:12
  1. Thoroughly Modern Millie (Jimmy Van Heusen, Sammy Cahn)
  2. Second Hand Rose (James Hanley, Grant Clarke, Harlan Howard)
  3. Mame (Jerry Herman)
6. Reflections (Holland-Dozier-Holland) – 2:50
7. You're Nobody Till Somebody Loves You  (James Cavanaugh, Russ Morgan, Larry Stock) – 3:50

## Classifiche
| Classifica(1968)                | Posizione più alta |
| U.S. Billboard 200              | 57                 |
| U.S. Billboard R&B Albums Chart | 6                  |